# Cervarita picta
Cervarita picta är en tvåvingeart som beskrevs av Tseng, Chu och Chen 1992. Cervarita picta ingår i släktet Cervarita och familjen borrflugor.
Artens utbredningsområde är Taiwan. Inga underarter finns listade i Catalogue of Life.